# Stabwanze
Die Stabwanze oder auch Wassernadel (Ranatra linearis) ist eine Wanze aus der Familie der Skorpionswanzen (Nepidae). Sie ist neben dem Wasserskorpion (Nepa cinerea) der einzige Vertreter der Familie in Mitteleuropa.

## Merkmale
Die Wanzen erreichen ohne ihr etwa 20 Millimeter langes Atemrohr eine Körperlänge von 30 bis 35 Millimetern. Ihr Körperbau ist im Gegensatz zum Wasserskorpion sehr grazil. Ihr gelblich-brauner Körper ist sehr schlank, sie haben lange dünne Beine und die nach vorne gerichteten Fangbeine sind ebenso dünn. Sie können durch Schwimmhaare an den Tibien der mittleren und hinteren Beinpaare ausgezeichnet schwimmen und können durch voll ausgebildete Flügel vor allem in der Mittagshitze sehr gut fliegen.

## Vorkommen
Die Tiere kommen in ganz Europa und Nordafrika und in Asien östlich bis nach Sibirien, in den Nahen Osten und nach China vor. Sie kommen in Mitteleuropa überall vor, sind aber deutlich seltener als Wasserskorpione. Sie leben in gut bewachsenen stehenden Gewässern mit einer gewissen Wassertiefe.

## Lebensweise

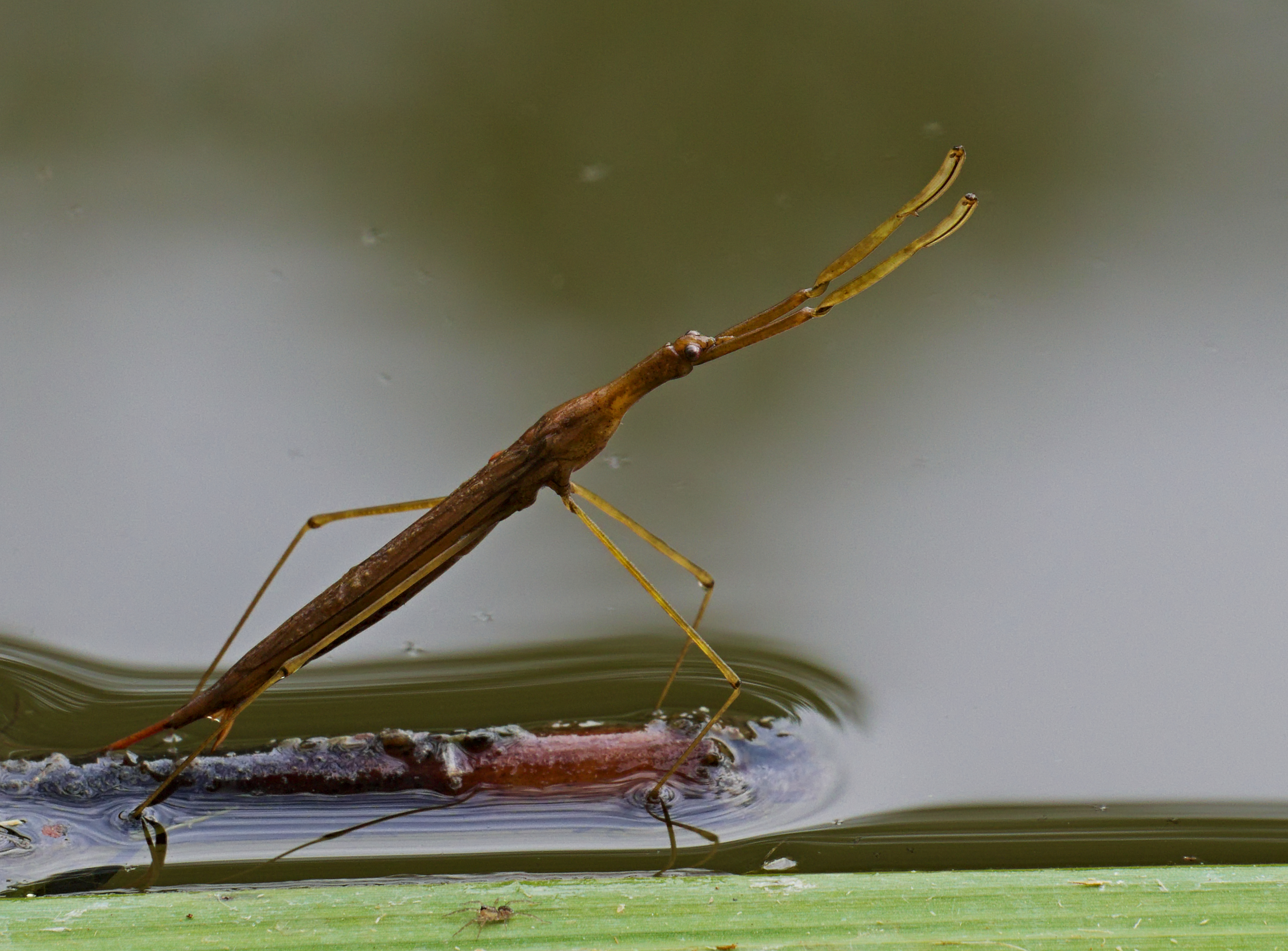
Weibchen bei Eiablage

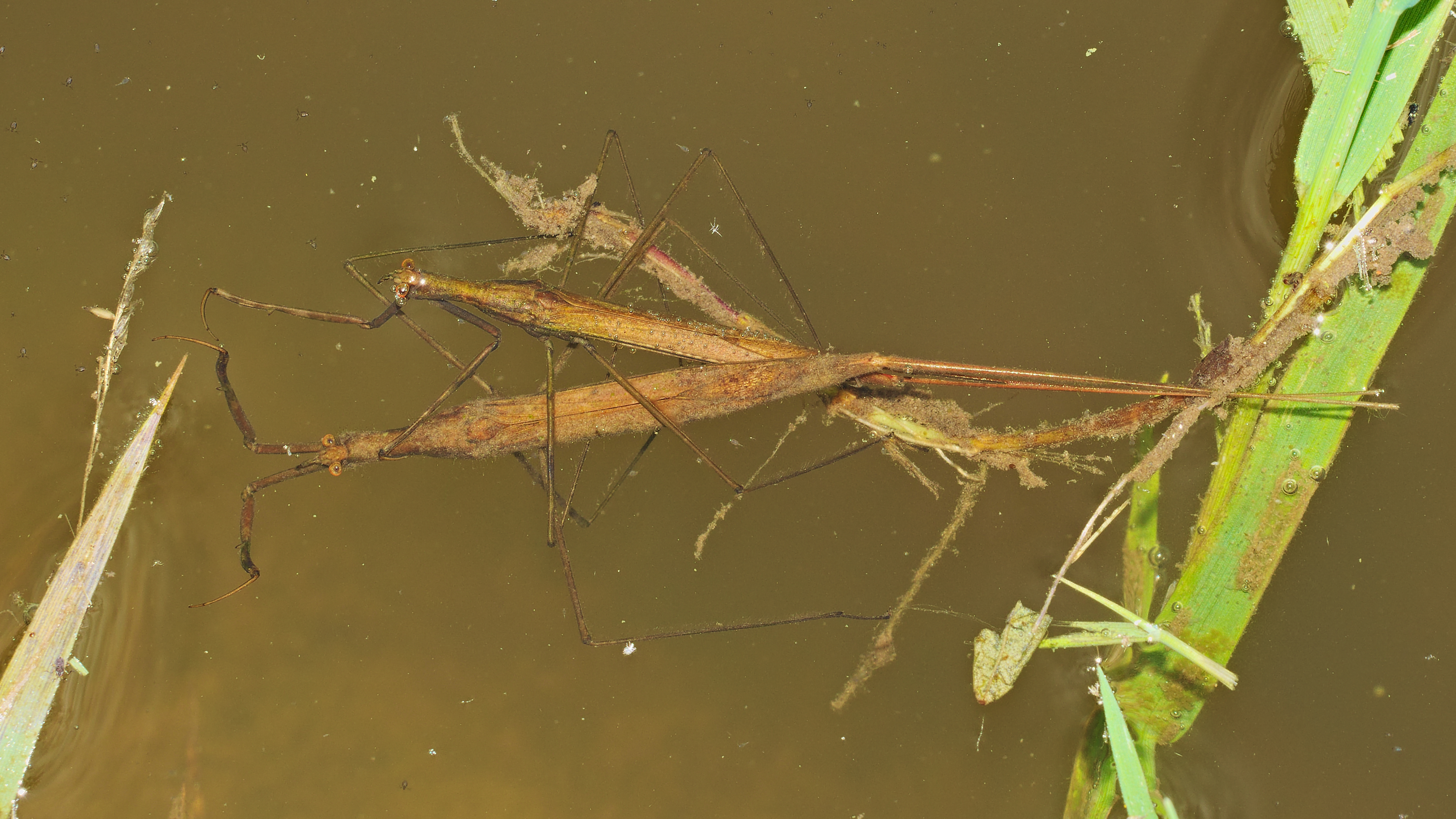
Paarung

Stabwanzen ernähren sich räuberisch von einer Vielzahl verschiedener Kleintiere. Sie fressen größere, wehrhafte Tiere wie Rückenschwimmer und auch größere Wasserkäfer einerseits, als auch sehr kleine Tiere wie etwa Wasserflöhe und Stechmückenlarven. Sie lauern ihrer Beute bewegungslos im Wasser auf und atmen dabei durch ihr Atemrohr, das an die Wasseroberfläche grenzt. Die Weibchen stechen ihre Eier in Pflanzenmaterial, vor allem in die Stängel von Wasserpflanzen ein. Dabei werden meist Reihen von bis zu 10 Stück gelegt. Die Eier besitzen zwei Atemfortsätze. Die Überwinterung erfolgt als Imago im Wasser, nur selten an Land. Gelegentlich erfolgt auch eine zweite Überwinterung, danach sind die Tiere aber nicht mehr fortpflanzungsfähig. Ein natürlicher Feind der Stabwanze ist die Erzwespe Prestwichia aquatica, deren Larven sich parasitisch von den Eiern der Stabwanzen ernähren.